# Squash na Igrzyskach Wspólnoty Narodów 2022
Squash na Igrzyskach Wspólnoty Narodów 2022 odbył się w dniach 29 lipca – 8 sierpnia 2022 roku w Hockey and Squash Centre University of Birmingham. Stu jedenastu zawodników obojga płci rywalizowało w pięciu konkurencjach.

## Podsumowanie

### Klasyfikacja medalowa
| Klasyfikacja medalowa | Klasyfikacja medalowa | Klasyfikacja medalowa | Klasyfikacja medalowa | Klasyfikacja medalowa | Klasyfikacja medalowa |
| Miejsce               | państwo               | Złoto                 | Srebro                | Brąz                  | Razem                 |
| --------------------- | --------------------- | --------------------- | --------------------- | --------------------- | --------------------- |
| 1                     | Nowa Zelandia         | 3                     | 0                     | 0                     | 3                     |
| 2                     | Anglia                | 2                     | 3                     | 1                     | 6                     |
| 3                     | Kanada                | 0                     | 1                     | 0                     | 1                     |
| =                     | Walia                 | 0                     | 1                     | 0                     | 1                     |
| 5                     | Indie                 | 0                     | 0                     | 2                     | 2                     |
| 6                     | Malezja               | 0                     | 0                     | 1                     | 1                     |
| =                     | Szkocja               | 0                     | 0                     | 1                     | 1                     |
| Razem                 | Razem                 | 5                     | 5                     | 5                     | 15                    |

### Medaliści
| Konkurencja             | 1. miejsce                                          | 2. miejsce                                | 3. miejsce                              |
| ----------------------- | --------------------------------------------------- | ----------------------------------------- | --------------------------------------- |
| Gra pojedyncza mężczyzn | Paul Coll                                           | Joel Makin                                | Saurav Ghosal                           |
| Gra pojedyncza kobiet   | Georgina Kennedy                                    | Hollie Naughton                           | Sarah-Jane Perry                        |
| Gra podwójna mężczyzn   | Anglia · James Willstrop · Declan James             | Anglia · Adrian Waller · Daryl Selby      | Szkocja · Greg Lobban · Rory Stewart    |
| Gra podwójna kobiet     | Nowa Zelandia · Joelle King · Amanda Landers-Murphy | Anglia · Sarah-Jane Perry · Alison Waters | Malezja · Rachel Arnold · Aifa Azman    |
| Mikst                   | Nowa Zelandia · Joelle King · Paul Coll             | Anglia · Alison Waters · Adrian Waller    | Indie · Dipika Pallikal · Saurav Ghosal |